# Urbain Huchet
Pour les articles homonymes, voir Huchet.
Urbain Huchet, né à Rennes le 28 avril 1930 et mort à Boulogne-Billancourt le 16 décembre 2014, est un artiste peintre et lithographe français. Il vécut à Pont-Aven de 1960 à 1963 avant de s'installer à Boulogne-Billancourt.

## Biographie
C'est après des études de droit et une expérience dans l'industrie textile qu'en 1960 et en autodidacte Urbain Huchet décide de se consacrer exclusivement à la peinture. Il vit alors pendant trois années à Pont-Aven, y brossant des paysages, des marines, des scènes animées et des portraits de personnages typés où s'énonce son admiration pour Paul Gauguin et Émile Bernard, avant de s'installer dans la région parisienne en 1963 et de voyager au Moyen-Orient et surtout en Amérique (Brésil, Pérou, Mexique, Caraïbes, Texas).

## Contributions bibliophiliques
- Carlos Luis Fallas (préface de Miguel Angel Asturias et avant-propos L'Amérique latine de Georges Fournial), Mamita Yunai, illustrations d'Urbain Huchet, Éditions Burin-Martinsart, 1971.
- Alain Decaux (poème liminaire de Louis Amade), La France, vingt quatre lithographies originales d'Urbain Huchet, vingt quatre autres de Rolf Rafflewski, deux cent cinquante exemplaires numérotés, Éditions des maîtres contemporains, Robert Mouret, 1981.
- Hervé Bazin, Vipère au poing, frontispice d'Urbain Huchet, Éditions François Beauval, date non connue.
- Impressions d'Égypte, lithographies originales d'Urbain Huchet, cent exemplaires numérotés, 1981.
- Impressions of Houston, portfolio de 12 lithographies originales d'Urbain Huchet, 1983.
- Houston, portfolio de huit lithographies originales d'Urbain Huchet, quatre-vingt dix exemplaires numérotés, 1984.

## Expositions personnelles

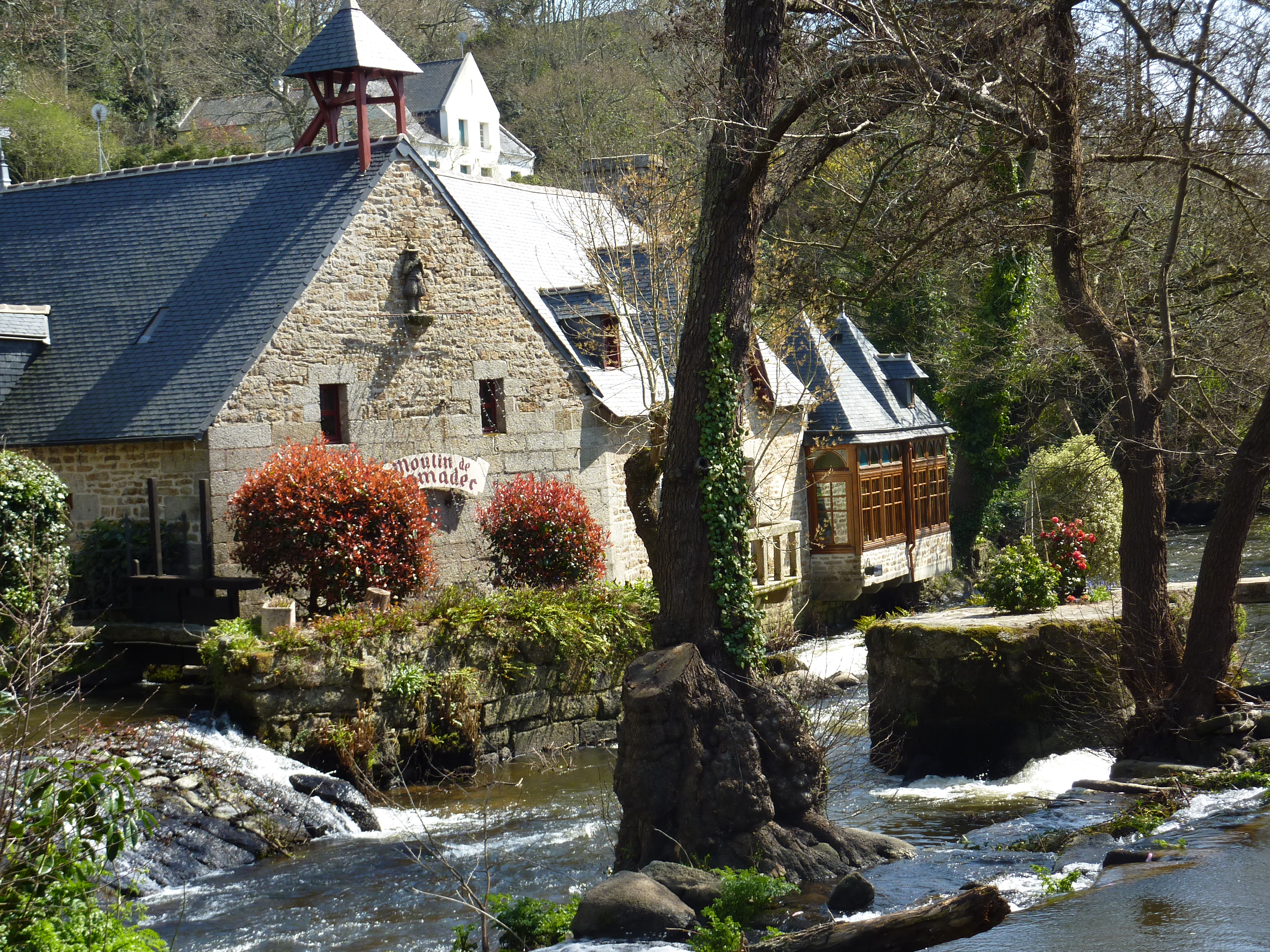
Pont-Aven, Le moulin de Rosmadec où exposa Urbain Huchet

- Mairie de Pont-Aven, 1961, 1962, 1966.
- Galerie Félix Vercel, New York, 1961.
- Moulin de Rosmadec, Pont-Aven, 1962.
- Galerie de la Proue, Rennes, 1962, 1968.
- Galerie Achard de Souza, New York, 1965.
- Hôtel Semiramis, Le Caire, 1966.
- Galerie Chardin, Paris, 1967.
- Galerie Kinedia, Paris, 1970.
- Galerie d'art de l'aéroport d'Orly, 1971.
- Galerie Mer-Kup, Mexico, 1972.
- Hôtel Sofitel, Paris, 1974.
- Galerie de l'Atelier, Brive-la-Gaillarde, 1975, 1980.
- Hyatt Hôtel, Singapour, 1976.
- Regent Hôtel, Kuala Lumpur, 1976.
- Relais de Santa-Pons, Aix-en-Provence, 1976.
- Palais des congrès, Paris, 1978.
- Maison de la lithographie, Paris, 1982.
- La Colombe d'or, Houston, 1983.
- Galerie Bosquet, Paris, 1984.
- Horizon Galleries, Houston, 1985.
- International Galleries, Dallas, 1985.
- Trevi Gallery, Boca Raton, 1989.
- Golden Gallery, Washington, 1990.
- Galerie Mainichi, Tokyo, 1991.
- Galerie Mouvance, Paris, 1995, 2006.
- Salle bleue, Cancale, 1999.
- Galerie Jean-Paul Martin, Bourron-Marlotte, 2000.

## Expositions collectives
- Salon de la Société nationale des beaux-arts, 1961.
- Musée de Louvain, 1967.
- Moulin de Vauboyen, Bièvres, 1968[4].
- Foire internationale d'art contemporain, Paris-Étoile, 1973.
- Houston Art Gallery, 1984.
- De Bonnard à Baselitz, dix ans d'enrichissements du cabinet des estampes, Bibliothèque nationale de France, 1992[5].
- Phares et feux - Les phares vus par les peintres, Musée de Cancale, juin-septembre 2013[6].
- Les maîtres européens de l'art dans la collection Doug Hawkins, Holman & Ethel Jonhnson Center for the arts, Troy (Alabama), novembre-décembre 2014[7].

## Réception critique
- « Bien qu'il fût un infatigable voyageur, la capitale française resta sa grande passion, lui inspirant plus de trois cents lithographies. Parmi elles, il ne pouvait rater le Moulin-Rouge : il fut même représenté deux fois, deux taches d'un rouge éclatant dans un beau style expressionniste. Un rouge si violent qu'il paraît un spasme d'amour. Ce qui particularise ces deux travaux d'Huchet, qui fut ami de Vlaminck, est la foule de gens esquissée devant le Moulin. "Je ne cherche pas dans mon art à réaliser des effets de mode, explique-t-il, seulement à transmettre une émotion". Et cette foule transmet l'idée de la passion que le Moulin, pour Huchet, exerce encore et toujours. » - Francesco Rapazzini[8]

## Collections publiques
- Cabinet des estampes de la Bibliothèque nationale de France, Le cotre noir, lithographie, 1979[5].